# That Handsome Devil
That Handsome Devil, usualmente acortado a THD, es una banda de rock estadounidense originaria de Boston, Massachusetts, pasando por Brooklyn, Nueva York, .
La banda mezcla géneros musicales tales como rock, funk, jazz, jive, blues, surf, rhythm and blues, reggae, rockabilly, rap y psicodélico. Su estilo ha sido descrito como "partes iguales de Screamin' Jay Hawkins, electrónica bizarra, hip hop extraño y rock gonzo atrevido".El término Gypsy Jazz se ha usado en la descripción de la banda mientras que el líder, Godforbid, describe la banda como "fringe pop".

## Historia
La banda fue creada por Godforbid y Jeremy Page. Precediendo la existencia de la banda, ambos eran miembros del grupo de hip hop Alaskan Fishermen, junto a Thirstin' Howl III y Father Time.That Handsome Devil lanzaron su primer single "Dating Tips" en 2004, el cual contenía las canciones, "Dating Tips", "How to Get Money" y "Don't Go".En 2006 la banda publicó su EP debut epónimo That Handsome Devil, que incluía el single "Dating Tips". "Elephant Bones", la cuarta pista del álbum, se incluyó como una canción bonus en Guitar Hero II.
Su primer álbum de estudio, A City Dressed In Dynamite, fue publicado en 2008 y recibió buenas reseñas, siendo alabado por Amplifier Magazine como "un frenesí musical alocado tan vertiginoso como es deslumbrante." Con música tan variada estilísticamente como su último lanzamiento, el álbum amplió en los temas de los que habla la banda tales como el vacío, la adicción a la droga, el materialismo y la muerte, contando con su característicos extractos anticuados de la década de los 50.
Un extracto de "Mexico" apareció en el séptimo episodio de la cuarta temporada de Weeds, "Yes I Can", antes de que A City Dressed in Dynamite fuera publicado.
"Rob the Prez-O-Dent" fue incluido como una pista jugable en Rock Band 2.Esto, junto a "Elephant Bones" en Guitar Hero II, incrementó la visibilidad del grupo a pesar de que la banda no hubiese publicado ningún álbum completo en ese entonces.
En 2009, publicaron su segundo EP, Enlightenment's For Suckers.
That Handsome Devil hizo un tour nacional el verano de 2010 llamado "Hating New People", donde vendieron discos con singles y covers inéditas.
En 2011, That Handsome Devil publicó su tercer álbum, The Heart Goes to Heaven, The Head Goes to Hell, con reseñas favorables tanto de fans como de críticos. La banda apoyó el álbum con un tour y el lanzamiento de una página web independiente. El álbum fue financiado en parte por una recaudación de fondos en el servicio Kickstarter, recaudando $6.013 después de un mes.
That Handsome Devil anunció su cuarto EP, The Jungle Book, en 2012, disponoble de forma gratutita en su página web. El álbum contiene covers de varias canciones de la película original de Disney.
En septiembre de 2014, That Handsome Devil sacó el primer single "$=❤", de su próximo álbum. En noviembre la banda publicó el álbum Drugs & Guns For Everyone en su canal de YouTube.

## Miembros de la banda
- Christian James Oppel (Godforbid) – voz, compositor
- Jeremy Page – guitarra, bajo, teclado, banjo, guitarra de acero con pedal, glockenspiel, percusión, acordeón, sintetizador, kazoo, coros, compositor[14]
- Naoko Takamoto – coros
- Evan Sanders – teclado, trompetz, trombón
- Jeremy Siegel – bajo, coros
- Sam Merrick – batería
- Andy Bauer – batería, percusión, acordeón, guitarra, coros
- Deflon Sallahr – hype man

## Discografía

### Álbumes de estudio
- That Handsome Devil (2006)
- A City Dressed in Dynamite (2008)
- The Heart Goes to Heaven, The Head Goes to Hell (2011)
- Drugs & Guns For Everyone (2014)
- Your Parents Are Sellouts (2021)

### EPs
- That Handsome Devil (2006)
- Enlightenment's For Suckers (2009)
- Hating New People (2010)
- The Jungle Book (2012)
- History is a Suicide Note (2017)

### Singles
- "Dating Tips/How to Get Money/Don't Go" (2004)
- "Steady and Slow" (2007)
- "Hey White Boy" (2007)
- "Lucky Me" (2008)
- "Mr. Grinch" (2008)
- "Chicken Claw" (2009)
- "Marilyn Loves Heroin" (2009)
- "Disco City" (2009)
- "How to Get More Money (And Not Have to Shoot Somebody)" (2011)